# Milema lorkor
Espèce
Milema lorkor est une espèce d'araignées aranéomorphes de la famille des Telemidae.

## Distribution
Cette espèce est endémique de la province de Phattalung en Thaïlande,. Elle se rencontre à Khao Chaison dans la grotte Tham Lor Kor.

## Description
Le mâle holotype mesure 0,96 mm et la femelle paratype 0,95 mm.

## Systématique et taxinomie
Cette espèce a été décrite par Zhao et Li en 2022.

## Étymologie
Son nom d'espèce lui a été donné en référence au lieu de sa découverte, la grotte Tham Lor Kor.

## Publication originale
- Lin, Zhao, Koh & Li, 2022 : « Taxonomy notes on twenty-eight spider species (Arachnida: Araneae) from Asia. » Zoological Systematics, vol. 47, no 3, p. 198-270 (texte intégral).